# Gino Rea

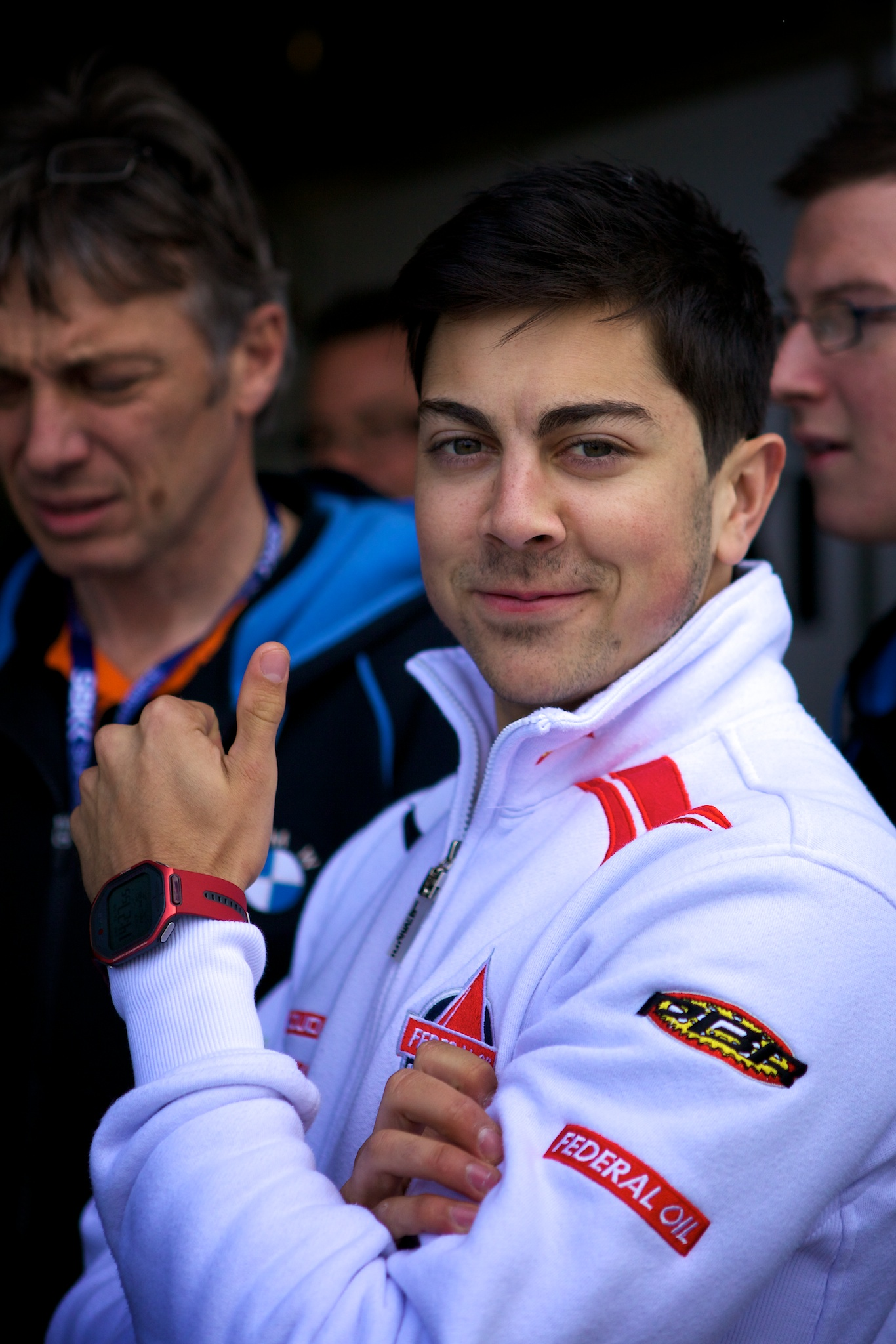
Gino Rea in 2012.

Gino Daniel Rea (Tooting, 18 september 1989) is een Brits motorcoureur. In 2009 werd hij kampioen in het European Superstock 600 Championship.

## Carrière
Rea begon zijn motorsportcarrière in het motorcross en de supermotard. In 2007 maakte hij de overstap naar het wegrace, waarin hij debuteerde in het European Superstock 600 Championship op een Suzuki. Hij behaalde een podiumplaats in zijn tweede race op het Circuit Ricardo Tormo Valencia en werd met 41 punten twaalfde in het kampioenschap. In 2008 stapte hij over naar een Yamaha. Hij behaalde vier podiumplaatsen, voordat hij in de seizoensfinale op het Autódromo Internacional do Algarve zijn eerste race won. Met 132 punten werd hij achter Loris Baz en Marco Bussolotti derde in de eindstand. In 2009, toen hij op een Honda reed, behaalde hij opnieuw een zege, ditmaal op het TT-Circuit Assen. In de rest van het seizoen stond hij vijf keer op het podium, waardoor hij met 154 punten gekroond werd tot kampioen in de klasse; hij had hierbij slechts een punt voorsprong op Bussolotti en drie op Vincent Lonbois.
In 2010 stapte Rea over naar het wereldkampioenschap Supersport. Hij zou oorspronkelijk op een Yamaha rijden en testte de machine waarop Cal Crutchlow in het voorgaande jaar kampioen werd, maar dit team trok zich terug uit de klasse, waardoor hij uitkwam op een Honda. Hij behaalde tegen het einde van het seizoen zijn eerste podiumplaats op Silverstone. Ook eindigde hij in de daaropvolgende race op in Nürburg als tweede, maar hij werd hier gediskwalificeerd omdat zijn motorfiets niet aan de technische reglementen voldeed. Met 83 punten werd hij negende in het eindklassement. In 2011 bleef hij rijden op een Honda, maar moest hij tijdens de races vaak met problemen zijn motor aan de kant zetten. Desondanks behaalde hij een podiumplaats op Donington, voordat hij in Brno voor het eerst een race wist te winnen. Met 69 punten werd hij ditmaal elfde in de rangschikking.
In 2012 debuteerde Rea in de Moto2-klasse van het wereldkampioenschap wegrace op een Moriwaki. Na drie races stapte zijn team Gresini Racing echter over naar een Suter. Hij kende een weinig succesvol seizoen, met uitzondering van de race in Maleisië, waarin hij tweede werd en korte tijd aan de leiding lag voordat de race vroegtijdig werd stilgelegd vanwege slechte weersomstandigheden. Met 25 punten werd hij twintigste in de eindstand. In 2013 had hij een contract met het nieuwe team ESGP, maar zij trokken zich enkele weken voor de start van het seizoen terug. Hierop zette hij zijn eigen raceteam op en kwam met een FTR uit als wildcardcoureur tijdens acht races. Daarnaast reed hij drie races op een Speed Up als vervanger van Alberto Moncayo. Hij behaalde zijn beste klasseringen met twee veertiende plaatsen in Australië en Japan, waardoor hij met 4 punten op plaats 26 in het kampioenschap eindigde. In 2014 reed hij voor zijn eigen team op een Suter, maar brak hij bij de tests voorafgaand aan het seizoen zijn linkervoet. Hij hoefde geen races te missen, maar had in het begin van het jaar nog wel last van zijn blessure. Tijdens het seizoen was een elfde plaats in de TT van Assen zijn beste resultaat en hij eindigde met 7 punten op plaats 27 in het klassement.
In 2015 keerde Rea terug in het WK Supersport, nadat zijn eigen team zich terugtrok uit het WK Moto2. Hij reed hierin opnieuw op een Honda. Ondanks de naweeën van een blessure die hij opliep aan het eind van 2014, wist hij in de seizoensopener op Phillip Island een podiumplaats te behalen. Uiteindelijk werd hij met 97 punten zesde in de eindstand. In 2016 maakte hij de overstap naar een MV Agusta. Hij behaalde drie podiumplaatsen op Assen, Sepang en Misano. Hij moest echter de laatste twee races van het seizoen missen na een crash in de vrije trainingen op Jerez, waarbij hij in aanraking kwam met Hikari Okubo en zijn linkerhand brak. Met 81 punten werd hij zevende in het klassement. In 2017 kwam hij uit op een Kawasaki. Zijn seizoen werd gekenmerkt door mechanische problemen en een zesde plaats op Misano was dat jaar zijn beste klassering. Met 31 punten werd hij zeventiende in het kampioenschap.
In 2018 stapte Rea over naar het Brits kampioenschap superbike, waarin hij op een Suzuki reed. Hij behaalde zijn beste klasseringen met twee zevende plaatsen op Silverstone en Brands Hatch. Met 45 punten werd hij negentiende in de rangschikking. Dat jaar maakte hij tevens zijn debuut in het wereldkampioenschap superbike op een Suzuki tijdens zijn thuisrace op Donington, waarin hij de races op de plaatsen 23 en 19 afsloot. In het seizoen 2018-2019 debuteerde hij ook in het FIM Endurance World Championship. Op een Yamaha behaalde zijn team podiumplaatsen tijdens de Bol d'Or en op het Autódromo do Estoril. In 2019 reed hij daarnaast zes races in het Brits kampioenschap superbike op een MV Agusta als vervanger van Danny Kent, die vanwege een mesincident een voorwaardelijke gevangenisstraf kreeg. Een twaalfde plaats op Cadwell Park was hierin zijn beste resultaat.
In 2020 keerde Rea terug als fulltime coureur in het Brits kampioenschap superbike, waarin hij op een Ducati uit zou komen. Vanwege financiële problemen, veroorzaakt door de coronapandemie, maakte zijn team de overstap naar een Kawasaki. Rea verliet het team na het eerste raceweekend en bracht de rest van het seizoen door op een Suzuki, eerst als vervanger van de geblesseerde Keith Farmer en later als permanente wildcardcoureur. Hij reed zijn beste race op Donington Park, waarin hij korte tijd de race leidde en uiteindelijk als vierde eindigde. Met 89 punten werd hij twaalfde in het kampioenschap. In 2021 was hij de vaste coureur bij dit team en kende hij zijn beste seizoen tot dusver. Op Donington Park behaalde hij de pole position, voordat hij twee van de drie races wist te winnen. Met 202 punten werd hij elfde in het klassement.